# Стэнтон, Эрик
Эрик Стэнтон (англ. Eric Stanton, при рождении Эрнест Странцони (Ernest Stanzoni; 30 сентября 1926 — 17 марта 1999) — американский художник, работавший в жанре бондажа (связывания) и сексуального фетишизма как иллюстратор, мультипликатор и художник комиксов.
Хотя большинство его работ изображают сценарии женского доминирования (над мужчиной), он создавал также и рисунки, показывающие инверсию (доминирование над женщиной). В более поздние свои работы Стэнтон также включал бисексуальные, гомосексуальные и трансгендерные образы.

## Биография

### Начало карьеры
Стэнтон начал свою карьеру в 1947 году в компании Ирвинга Клэу (Irving Klaw) Movie Star News (г. Нью-Йорк), получив работу, на которой он мог похвастаться, что рисует лучше, чем любой из художников, которые работали тогда на Клэу. Впоследствии он посещал Школу Мультипликаторов и Иллюстраторов (теперь — Школа Визуальных Искусств), где среди его учителей был известный рисовальщик Бэтмена Джерри Робинсон (Jerry Robinson) и другие. А среди одноклассников был один из будущийх создателей Человека-Паука Стив Дитко (Steve Ditko). Стэнтон делил манхэттенскую студию на перекрёстке 43ей Улицы (43rd Street) и Восьмой Авеню (Eighth Avenue) с Дитко начиная с 1958 по 1966 или 1968 (отчётности различаются). Некоторые из работ Стэнтона в этот период демонстрируют сильное влияние Дитко (см. ниже), хотя Дитко и отрицал о возможности своего вклада в искусство Стэнтона.
Стэнтон в интервью 1988 года историку комиксов Грегу Тикстону (Greg Theakston) вспоминал, что хотя его вклад в Спайдер-Мена был «почти нулевым», он и Дитко «работали на сценарный отдел вместе [и] я добавил несколько идей. Но в целом эта штука была создана Стивом самостоятельно. …Я думаю, что подкинул идею о сетях, вылетающих из его рук».

### Последующая карьера
После кончины Клэу в 1966 г. Стэнтон поддерживал себя благодаря самиздату и распространению его работ в квази андеграудной сети подписчиков и патронов. Его печатная/фотокопированная серия «Стэнтунс» (Stantoons) публиковалась вплоть до его смерти в 1999 г. и подарила большинство из его наиболее хорошо известных пост-Клэувских концептов, таких как Невероятная Ошибка (Blunder Broad) (сексуальная пародия на Чудо-Женщину (Wonder Woman)) и Princkazons.

## Наследие
В дополнение к книгам о его работах, искусство Стэнтона было переизданов 1990-х в серии комиксов Eros Comix издательства Fantagraphics Books книгами комиксов Верхи и Низы (Tops and Bottoms), издания имеют подзаголовки: «Связанная Красота» (Bound Beauty) (#1), «Дамы на Попечении» (Lady in Charge) (#2), «Разорванное Обязательство» (Broken Engagement) (#3), «Разорванное Обязательство 2» (Broken Engagement 2) (#4), а также в сериях этого же издательства Bizarre Comix #3 и Confidential TV. Taschen (немецкий издатель комиксов) опубликовал несколько коллекций.